# Jaume Bachs Rosés
Jaume Bachs Rosés (Barcelona, 1862 - Barcelona, 1909) fue un tenor español que cantó en el Liceo y en los mejores teatros de ópera europeos y americanos con el nombre de Angelo Angioletti o Angiolo Angioletti (o Angelotti).
Nacido en una familia de clase media de Barcelona, Jaume Bachs Rosés pudo recibir clases de música y desarrollar sus habilidades para el canto, por el que ya demostraba tener un gran talento desde pequeño.

## Biografía
Con 18 años debutó como barítono en el Gran Teatro del Liceo de Barcelona en la ópera Lucia di Lammermoor de Donizetti. Después descubrió, con el maestro Joan Goula, que podía cantar también como bajo y como tenor. Amplió su formación en París y, con el pseudónimo de Angelo Angioletti, inició su carrera internacional. En 1894 obtuvo un gran éxito como Don José, de Carmen de Bizet y como Wilhelm, de la Mignon de Ambroiseva al Politeama Genovese, en Génova. Gracias al buena acogida por parte del público de estas actuaciones, un año más tarde pudo cantar en el teatro San Carlo de Nápoles, donde alternó con el tenor Francesc Viñas en el papel de Lohengrin. En 1905 substituyó a Leo Slezak en la Scala de Milán como Tannhäuser. Inmerso en su carrera internacional volvió al Teatro Real de Madrid para interpretar La walkiria de Wagner y también al Liceo de Barcelona, en el 1900. Su repertorio contiene entre otras, las óperas  Un ballo in maschera, Otello, Los hugonotes y Carmen.
En 1902 estrenó en Madrid la ópera de Tomás Bretón Raimundo Lulio. En 1902 y en 1903 estrenó las óperas Giovanna di Napoli y, en el Liceo, Acté, de Joan Manén. En 1906, estrenó Emporium, del maestro Morera.
El fondo de Jaume Bachs se conserva en la Biblioteca de Cataluña.

## Compositor
Jaume Bachs también fue compositor. Escribió varias piezas para tenor y una ópera, Aurèlia (1907), que fue representada en el Teatro Eldorado de Barcelona. Algunas de las canciones que compuso son:
- L'amada morta
- Blat novell
- El Caçador i la Pastoreta (para coro y solista)
- Canción de Enamorado (letra J. Dalmau)
- Clementine
- D'ençà que ella partí
- L'emigrant (letra de Mosén Jacinto Verdaguer)
- L'espera inutil
- La gent amaga el seu amor
- Matinada
- Nadala de Coventry (Melodía inglesa del siglo XVI. Adaptación catalana de Lluís Jordà)
- La romería de San Andrés

## Pedagogo: Estudios Recreativos de Vocalización
Jaume Bachs también tuvo una faceta como pedagogo. Entre otros métodos para el aprendizaje de la música escribió unos Estudios Recreativos de Vocalización. Se trata de una serie de estudios para tenor y barítono con acompañamiento de piano.
Según Angioletti cada voz necesita un estudio preciso de vocalización y hace falta sacrificar la pureza de una frase para adaptarla al registro del cantante y así conseguir el máximo rendimiento de cada voz. Escribió esta serie de estudios con un carácter puramente recreativo; de hecho, dejó escrito que solo con estos ejercicios es imposible formar completamente un cantante. Los compuso con el objetivo de que las personas que se dediquen al canto encuentren en ellos una motivación para estudiar.
Referente a los métodos y tratados de canto, Bachs decía que en ellos se encuentran algunas verdades teóricas pero que para aprender hacen falta los conocimientos y las prácticas de un maestro.

## Reconocimiento internacional
Angelo Angioletti fue reconocido como buen cantante por todo el mundo. Periódicos y revistas prestigiosas hicieron críticas de sus conciertos: 
- Il Signor Pubblico (Roma)
- Vita Finmana (Hungría)
- The Egyptian Gazzette (Egipto)
- Il Messaggiere Egiziano (Egipto)
- La Reforme (Egipto)
- L'Imparziale (Egipto)
- Il Mattino (Trieste)
- L'Osservature Triestino (Trieste)
- Reproducción de la Revista Teatrale Melodrammatica de Milán (Buenos Aires)
- El Globo (Madrid)
- El País (Madrid)
- El Liberal (Madrid)

En todos ellos se habla de la persona Angelo Angioletti como un gran cantante, un gran músico y una gran persona. Describen su voz como bella, sonora, muy potente y vibrante. Muchos de ellos también ponen énfasis sobre la profesionalidad de Jaume Bachs. Según dicen era uno de los artistas que nunca se ponen enfermos y con los que siempre se tiene una "función segura".

## En el Liceo
En el Liceo cantó Lohengrin en 1889 y Tannhäuser en 1902.